# Neoaleurodes
Neoaleurodes is een geslacht van halfvleugeligen (Hemiptera) uit de familie witte vliegen (Aleyrodidae), onderfamilie Aleyrodinae.
De wetenschappelijke naam van dit geslacht is voor het eerst geldig gepubliceerd door Bondar in 1923. De typesoort is Neoaleurodes clandestinus.

## Soort
Neoaleurodes omvat de volgende soort:
- Neoaleurodes clandestinus Bondar, 1923